# 共创草坪
江苏共创人造草坪股份有限公司（英語：CoCreation Grass Co.,Ltd.；上交所：605099，简称：共创草坪），是一间总部位于中国江苏省淮安市楚州经济开发区，在南京市设有运营中心的上市公司。。主要从事人造草坪的研发、生产和销售，是全球生产和销售规模最大的人造草坪企业。产品分为运动草和休闲草两类。
共创草坪共有3个生产基地，淮安施河生产基地年产能1600万平方米，淮安工业园生产基地年产能3300万平方米，越南生产基地一期项目已于2020年上半年开始投产，年产能2000万平方米，二期项目已于2021年一季度投产。截至2020年底，公司年产能6900万平方米。。2021年7月29日，共创草坪发布公告拟8.24亿元投资扩建具有年产人造草坪5000万平方米生产能力及配套原辅料生产线的越南生产基地三期和四期
2020年9月30日上午，江苏共创人造草坪股份有限公司在上海证券交易所主板成功首发上市。